# Lionel Zinsou
Lionel Alain Louis Zinsou (* 23. října 1954 Paříž) je beninský politik a ekonom. Jeho otec byl Beninec a matka Francouzka, má občanství obou zemí. Jeho strýc Émile Derlin Zinsou byl v letech 1968 až 1969 prezidentem Beninu (tehdy ještě pod názvem Dahomé).
Vystudoval pařížskou École normale supérieure a London School of Economics. Byl poradcem francouzského premiéra Laurenta Fabiuse, pak pracoval pro firmy PAI Partners, Atos, Rothschild & Co a Danone. Se svojí dcerou Marie-Cécile zřídil kulturní nadaci, která financuje muzeum afrického umění ve městě Ouidah.
Od 15. června 2015 do 6. dubna následujícího roku byl beninským předsedou vlády. Byl členem strany Síly kauri pro Benin na vzestupu, kterou vedl Yayi Boni. Kandidoval v prezidentských volbách v roce 2016 a po prvním kole vedl s 28,4 % hlasů, avšak ve druhém kole získal jen 34,6 % hlasů a prohrál s Patricem Talonem. V roce 2019 byl za údajné porušení pravidel pro financování předvolební kampaně odsouzen k podmíněnému odnětí svobody a pětiletému zákazu činnosti v beninské politice.
Je propagátorem investic do africké ekonomiky a za tímto účelem založil poradenskou společnost Southbridge Group. Od roku 2017 vede francouzský liberální think tank Terra Nova, spolupracuje také s rádiem L'Esprit public a deníkem Libération.